# Richard Meyer (Politiker, 1885)
Richard Meyer (* 1. September 1885 in Ragnit, Ostpreußen; † 23. Juni 1970 in Bonn) war ein deutscher Pädagoge, Verwaltungsbeamter und Politiker (MVP, später GB/BHE, GDP).

## Leben und Beruf
Meyer wurde als Sohn eines Bauunternehmers geboren. Er besuchte die Seminarübungsschule, die Präparandenanstalt und anschließend das Lehrerseminar, bevor er ab 1905 als Lehrer in Werden bei Heydekrug arbeitete. Im Ersten Weltkrieg war er von 1914 bis 1916 als Soldat. Zuvor hatte er sowohl das Mittelschullehrerexamen als auch die Rektorprüfung abgelegt, so dass er 1916 Rektor in Memel wurde. Seit 1920 war er als Schulrat im Memelgebiet tätig. Von 1941 bis 1945 wirkte er als Regierungs- und Schulrat in Danzig. 1944 erhielt er die Ernennung zum Oberregierungsrat. Nach dem Zweiten Weltkrieg siedelte er als Heimatvertriebener nach Westdeutschland über, ließ sich in Niedersachsen nieder und war dort als Kreisschulrat tätig.

## Politik
Meyer trat in die Memelländische Volkspartei (MVP) ein und war von 1925 bis 1935 Mitglied des Memelländischen Landtages im Memelland. Von 1927 bis 1935 amtierte er als Vizepräsident des Landtages.
Meyer, der sich um 1950 dem GB/BHE anschloss, amtierte von 1952 bis 1955 als stellvertretender Oberbürgermeister der Stadt Oldenburg. Von 1951 bis 1955 sowie erneut vom 1. Juli 1959, als er für den Abgeordneten Otto Wendt nachrückte, bis 1963 war er Mitglied des Niedersächsischen Landtages. Von 1951 bis 1955 war er hier ebenfalls Vizepräsident des Landtages. Seit 1961 war er Mitglied der Gesamtdeutschen Partei (GDP). Von Juli 1955 bis 1956 war er Mitglied des Personalgutachterausschusses für die neue Bundeswehr.

## Ehrungen
- Preußenschild der Landsmannschaft Ostpreußen, 1969